# 이한우 (화가)
이한우(李漢雨, 1928년 7월 15일~2021년 5월 23일)는 대한민국의 서양화가, 수필가이자 대학 교수였다.

## 생애
1928년 7월 15일 경남 통영 산양면 중화리에서 태어난 이 화백은 1948년 6월 25일 통영상업중학교(현 동원중고등학교) 4년제과정을 졸업하였다. 임용고시에 합격하여 산양초등학교, 거제초등학교(10년), 통영고등학교(15년) 교사로 재직하였고 나전칠기 공예사로서 7년간 활동하다가 30대 중반 미술계에 입문했다. 초기에는 고향 통영의 몽환적인 풍경과 우리 유물의 아름다움을 그렸고, 1970년 대한민국 국전에 입선하여(총 입선 4회, 특선 6회) 1978년 11월 제29회 국선에서 문화공보부 장관상 수상을 하였다. 1980년 이후에는 전통적인 오방색과 굵고 검은 선으로 한국의 향토미를 형상화한 ‘아름다운 우리강산’ 연작을 발표했다. 2000년 보관문화훈장을 받았다. 2005년 프랑스 상원 초청으로 파리 오랑주리 미술관에서 초대전을 열었고 2006년 프랑스 문화예술공로훈장 기사장을 받았다. 슬하에 아들 이상택, 이상하, 딸 이계남을 두었음. 장지는 산양면 중화마을 선산이다. 

## 소속
- 서울시미협회 회원
- 한국미술협회 회원

## 학력
- 1985년 동국대학교 교육대학원 미술교육 석사
- 2004년 단국대학교 대학원 최고 경영자과정
- 1948년 6월 25일 통영상업중학교(현 동원중.고등학교) 졸업
- 동국대학교 교육대학원 졸업
- 산양초등학교 교사
- 거제초등학교 교사
- 통영고등학교 교사

## 경력
- 1980년~1993년 대한민국미술대전 추천작가
- 1983년~2002년 남북통일미술교류협회 감사
- 1984년 경상남도미술대전 심사위원
- 1999년 대전금강미술대전 심사위원장
- 2000년 제19회 대한민국미술대전 심사위원, 분과위원장
- 2000년 갤러리 회화전 운영위원장
- 2002년 국립현대미술관 자문운영위원
- 2002년 미술대전 심사위원장
- 2003년 구상전 심사위원
- 2003년 형상미술대전 심사위원, 대전

## 작품 활동
- 아름다운 우리강산
- 하절강변

## 수상
- 1972년~1979년 대한민국미술전람회 특선
- 1978년 제27회 대한민국미술대전 문공부장관상
- 1978년 르 살롱전 동상
- 1978년 제29회 문화공보부장관상
- 1995년 통영시 문화상
- 2000년 보관문화훈장
- 2002년 프랑스 2002년 ART.Co 싸롱전 수상
- 2005년 서울특별시 문화상
- 2006년 프랑스 문화예술공로훈장 기사장